# Addition aux Pensées philosophiques
L’Addition aux Pensées philosophiques est un recueil de 72 aphorismes de Denis Diderot rédigé en 1762 et paru anonymement en 1770. Comme son titre l'indique, il fait suite aux Pensées philosophiques.

## Histoire du texte
Diderot annonce l'achèvement de l'écriture du texte à Sophie Volland dans une lettre datée du 11 novembre 1762.
Il sera d'abord diffusé en 1763 dans la Correspondance littéraire de Grimm.
En 1770, Jacques-André Naigeon, l'insère, sans nom d'auteur, sous le titre Pensées sur la religion, dans un Recueil philosophique.
Naigeon publie un nouvel état du texte à l'article «Diderot» de l’Encyclopédie méthodique, précédé du commentaire suivant.

« Il faut cependant qu'une copie peu fidelle & très incomplette de ces pensées soit tombée depuis entre les mains de l'éditeur d'un recueil philosophique, publié en Hollande en 1770 ; car on trouve dans cet excellent recueil un assez grand nombre de ces pensées : mais on a changé dans plusieurs le tour & l'expression de Diderot & ces changemens ne sont pas toujours très-heureux. Comme j'ai eu entre les mains le manuscrit autographe de cette addition aux pensées philosophiques, je saisis avec empressement cette occasion de rétablir ici dans toute son intégrité le texte original de ces pensées (...). »

— Enc. méth., Philosophie ancienne et moderne, tome second, Paris, Panckoucke, 1792, p. 159.
En 1875, Jules Assézat commente l'histoire du texte et le travail de Naigeon.

« Ces nouvelles Pensées philosophiques, qui nous sont ainsi parvenues par le canal de Naigeon, pourraient bien avoir été traitées par lui comme il a traité les premières, en les insérant dans son article Diderot de la Philosophie ancienne et moderne, c’est-à-dire qu’elles ne contiennent peut-être que juste ce que Naigeon croyait utile à sa cause. Il y règne une certaine sécheresse. »

— Œuvres complètes de Diderot, tome premier, Paris, Garnier, 1875, p. 157.

## Éditions du texte
- Diderot, Pensées philosophiques. Addition aux Pensées philosophiques. Présentation et notes par Jean-Claude Bourdin, GF Flammarion, 2007, 226 p. Compte rendu d'Ann Thomson, Recherches sur Diderot et sur l'Encyclopédie, 2008, no 43, en ligne.